# Max Colpet
Max Colpet, né Max Kolpenitzky (dit aussi Max Kolpé) le 19 juillet 1905 à Königsberg  et mort le 2 janvier 1998 à Munich, est un écrivain, scénariste et parolier américain d’ascendance germano-russe.
Pour des raisons idéologiques, Colpet doit fuir son pays avec l’arrivée d’Hitler au pouvoir. Il travaille à cinq reprises avec Billy Wilder, il est l'auteur de la version allemande d'une des chansons les plus populaires de Marlene Dietrich : Sag mir, wo die Blumen sind, et le scénariste du film Allemagne année zéro (1948) de Roberto Rossellini.
Bien qu’ayant acquis la nationalité américaine en 1953, il s’installe, en 1958, à Munich, où il passe le restant de ses jours.